# 駐日グアテマラ大使館

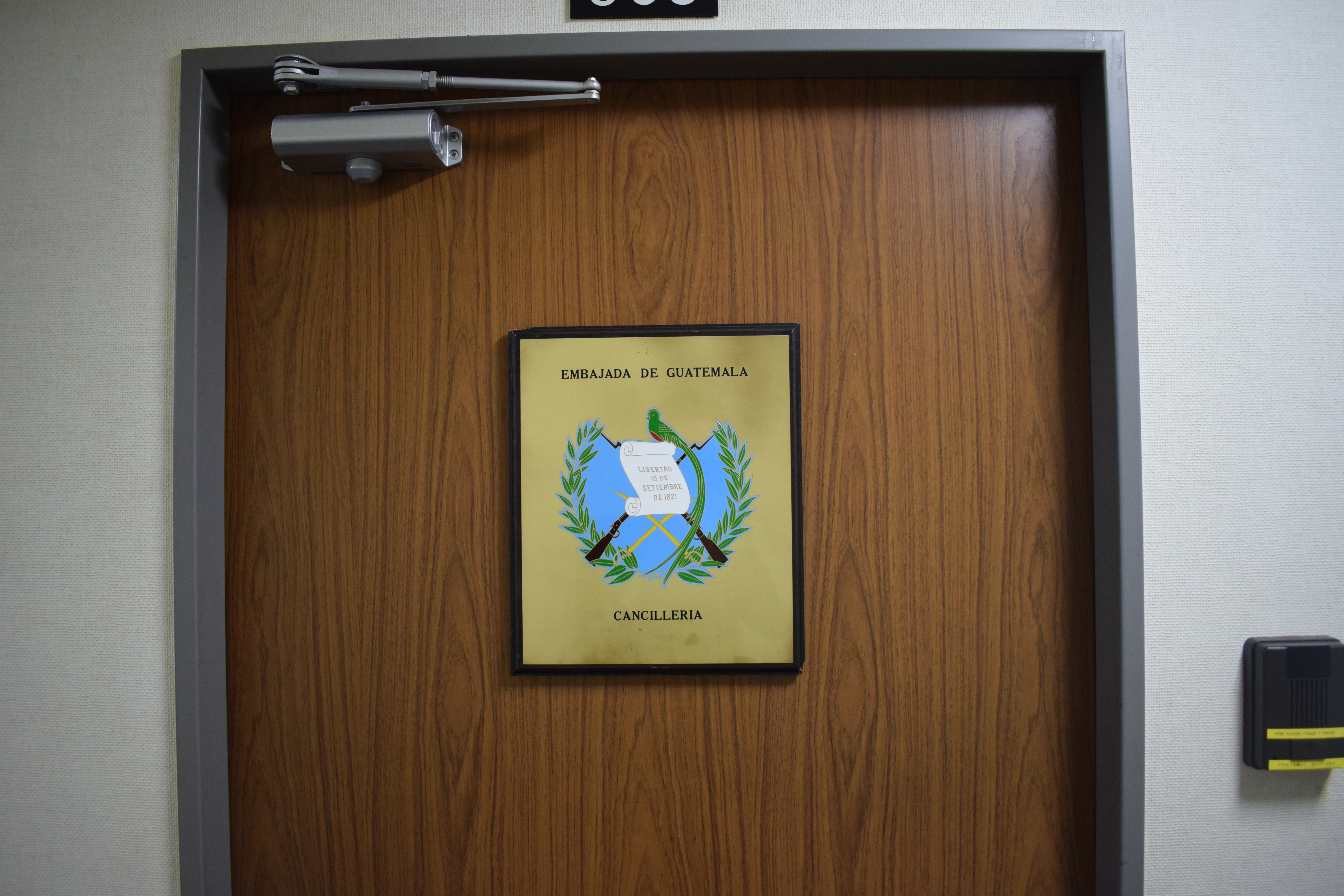
西麻布の興和西麻布ビルに入居していた頃のグアテマラ大使館を示す銘板（2019年）

駐日グアテマラ大使館（ちゅうにちグアテマラたいしかん、スペイン語: Embajada de Guatemala en Japón、英語: Embassy of Guatemala in Japan）は、グアテマラが日本の首都東京に設置している大使館である。1954年10月16日に両国間の外交関係が再開した後、1964年に大使館が開設された。

## 所在地
2022年8月22日より、下記の住所で運営されている。旧住所は「東京都港区西麻布4-12-24 興和西麻布ビル9階905号」であった。
| 日本語     | 〒106-0044 東京都港区東麻布1-10-11 東麻布アベビル4階                                  |
| スペイン語 | Edificio Higashi-Azabu Abe, Piso 4, 1-10-11, Higashi-Azabu, Minato-ku, Tokio 106-0044 |
| 英語       | Higashi-Azabu Abe Bldg. 4th Floor, 1-10-11, Higashi-Azabu, Minato-ku, Tokyo 106-0044  |

## 大使
2023年4月19日より、マヌエル・エストゥアルド・ロルダン・バリジャスが特命全権大使を務めている。